# Heinrich Karl Ernst Köhler

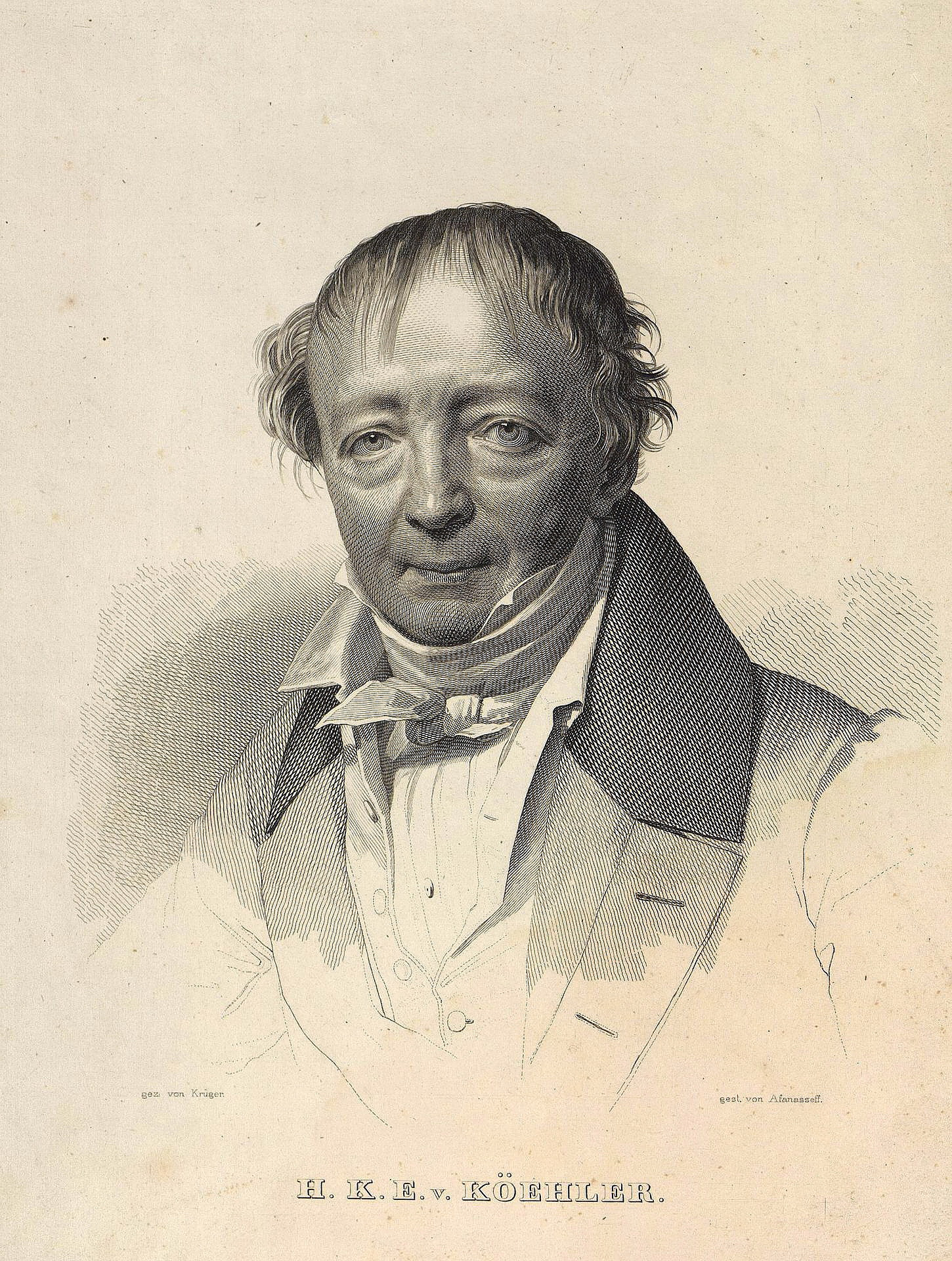
Heinrich Karl Ernst Köhler

Heinrich Karl Ernst Köhler (russisch Генрих Карл Эрнст Кёлер Genrich Karl Ernst Kjoler oder Егор Егорович Кёлер Jegor Jegorowitsch Kjoler) (* 6. September 1765 in Wechselburg in Sachsen; † 10. Januarjul. / 22. Januar 1838greg. in Sankt Petersburg) war ein deutscher Philologe, Klassischer Archäologe und Numismatiker in russischen Diensten. Er gilt als einer der bekanntesten Archäologen seiner Zeit.

## Leben und Wirken
Köhler wurde als Sohn von Johann Rudolph Ernst Köhler, Amtmann in Rochsburg, und der Angestellten Amalie, geborene Dienemann, geboren. Von seiner frühen Ausbildung ist wenig bekannt, nur dass er zunächst in Wittenberg studierte und 1787 sein Studium in Leipzig fortsetzte. „In Klassischer Philologie und Kunstgeschichte scheint er wohl hauptsächlich Autodidakt gewesen zu sein.“
Im Jahr 1790 ging er auf Empfehlung eines Leipziger Universitätsprofessors nach Russland und wurde Hauslehrer in der Familie des Petersburger Kaufmanns Ovander. 1794 veröffentlichte er in dem von Johann Heinrich Busse herausgegebenen Journal von Russland zwei Artikel: Über das Kaiserliche Museum zu Zarskoe-Selo und Bemerkungen über die Russisch-Kaiserliche Sammlung von geschnittenen Steinen. Dank seiner umfangreichen Kenntnisse der antiken Kunst wurde er 1795 in den Dienst der Eremitage aufgenommen und wurde Direktor der 1. Abteilung und Hüter des Stein- und Medaillenkabinetts. Er erhielt den Titel Wirklicher Staatsrat.
Er wurde zum korrespondierenden Mitglied (13. April 1803) und später zum ordentlichen Akademiemitglied (3. September 1817) der  Kaiserlich-Russischen Akademie der Wissenschaften gewählt. Darüber hinaus war er Ehrenmitglied der Akademie der Künste, korrespondierendes Mitglied der Akademien in Berlin (1812), München, Stockholm, Rom, Wien und mehrerer wissenschaftlicher Gesellschaften im Ausland.
Auf Befehl des Kaisers Alexander I. von Russland unternahm er 1804 eine archäologische Reise auf die Krim, wo er Denkmäler und materielle Hinterlassenschaften der antiken Kulturen in Chersones und anderen Orten studierte. In den Jahren 1817 bis 1819 inspizierte Köhler Museen und studierte Kunstsammlungen in Deutschland, Frankreich und Italien. Nach einer zweiten Reise auf die Krim im Jahr 1821 legte er einen Bericht über Notwendigkeit und Methoden des Schutzes der antiken Kulturgüter auf der Krim vor.
Köhlers Monographien über Altertümer, insbesondere Medaillen und Edelsteine, wurden in den Akten der Akademie und in separaten Broschüren veröffentlicht und von Ludolf Stephani (H. K. E. Köhler's gesammelte Schriften) herausgegeben. Köhler schrieb seine wissenschaftlichen Arbeiten in deutscher oder französischer Sprache. Er erstellte eine Sammlung von Abformungen von griechischen und römischen Münzen mit mehr als 10.000 Exemplaren und übertraf damit die berühmte Mionett-Abformungssammlung. Köhlers Sammlung wurde vom Grafen Sergei Grigorjewitsch Stroganow für das Münzamt der Moskauer Universität erworben.

## Familie
Die Ehefrau Sophia Maksimowna geb. Briskorn († 1834) war Tochter des russischen Staatsmanns und Senators Maxim Maximowitsch Briskorn (russisch Максим Максимович Брискорн) (1788–1872). Die Söhne des Paars waren:
- Wilhelm Polydorus (russisch Василий Егорович Wassili Jegorowitsch) (1802–1864), Kanzlist,  Bibliothekar[5]
- Dmitri Jegorowitsch (Дмитрий Егорович) (1806–1839), Hofrat[6]

Die Enkelin, Sofia Wassiljewna Koehler (Софья Васильевна Кёлер) (1829–nach 1907), war eine russische Schriftstellerin, die auch das Pseudonym Jewgeni Lunski (Евгений Лунский) verwendete.
Seine Schwester Wilhelmine Ernestine (1768–1838) war mit Graf Heinrich Ernst von Schönburg-Rochsburg (1760–1825), dem letzten Grafen der Linie Schönburg-Rochsburg, verheiratet. „Diese Vermählung veranlasste, sagt man, dass die Köhlersche Familie in Deutschland geadelt wurde. Unser K. indess erwähnte dergleichen niemals, legte darauf auch wenig Werth.“ Für die Titelaufnahme seiner Werke in Bibliotheken hat sich das „von Köhler“ eingebürgert, obwohl „von“ auf den Titelseiten seiner Schriften und Bücher nicht auftaucht.

## Veröffentlichungen (Auswahl)
- Antwort auf die Einwürfe gegen die Untersuchung über den Sard, den Onyx und den Sardonyx der Alten. Baumgärtner, Leipzig 1802 (221 S., Digitalisat).
- Description d’un camée antique du Cabinet Farnese, conservé autrefois dans le trésor royal a Capo di Monte. Imprimerie De Pluchart et comp., St.-Pétersbourg 1810 (53 S.).
- H. K. E. Köhler’s gesammelte Schriften, herausgegeben von Ludolf Stephani
  - Band 1: Serapis oder Abhandlungen betreffend das griechische und römische Altertum. Druckerei der Kaiserlichen Akademie der Wissenschaften, St. Petersburg 1850 (234 S.).
  - Band 2: Serapis oder Abhandlungen betreffend das griechische und römische Altertum. Druckerei der Kaiserlichen Akademie der Wissenschaften, St. Petersburg 1850 (246, X S., online).}
  - Band 3: Abhandlung über die geschnittenen Steine mit den Namen der Künstler. Druckerei der Kaiserlichen Akademie der Wissenschaften, St. Petersburg 1851 (IX, 374 S., online).
  - Band 4: Kleine Abhandlungen vermischten Inhalts. Druckerei der Kaiserlichen Akademie der Wissenschaften, St. Petersburg 1851 (IV, 204 S., online).
  - Band 5: Kleine Abhandlungen zur Gemmen-Kunde, Theil II. Druckerei der Kaiserlichen Akademie der Wissenschaften, St. Petersburg 1851 (IV, 204 S., online).
  - Band 6: Kleine Abhandlungen vermischten Inhalts. Druckerei der Kaiserlichen Akademie der Wissenschaften, St. Petersburg 1853 (online).